# Hannan-Schelfeis
Koordinaten: 67° 30′ S, 47° 20′ O
Das Hannan-Schelfeis ist ein 29 km breites Schelfeis vor der Küste des ostantarktischen Enderbylands. Es wird durch den Molle- und den Kichenside-Gletscher gespeist und umschließt abgesehen von deren Nordseite McKinnon Island.
Luftaufnahmen entstanden 1956 im Rahmen der Australian National Antarctic Research Expeditions (ANARE). Eine ANARE-Mannschaft unter der Leitung des neuseeländischen Geologen Bruce Harry Stinear (1913–2003) besuchte das Schelfeis erstmals im Oktober 1957. Das Antarctic Names Committee of Australia benannte es nach Francis Thomas Hannan (1911–1988), Meteorologe auf der Mawson-Station im Jahr 1957.